# Ombrone Pistoiese
(Dizionario Geografico Fisico Storico della Toscana, Emanuele Repetti, 1841)
L'Ombrone Pistoiese è un fiume italiano, affluente di destra dell'Arno.

## Il corso ed il regime idrologico
Geograficamente nasce in località Cà dei Prati-I Piloni (1 km da San Mommè). Poi confluisce con altri due rami sorgentizi in prossimità del ponte della ferrovia (dove fra due gallerie si trova la stazione di San Mommè). Il ramo sorgentizio da Cà dei Prati ha portata minore rispetto al fosso di Doccia ed il fosso di Veterana. Il primo prende l'acque da Poggio dei Lagoni e dal sottostante lago; il secondo invece da Poggio di Papa. Entrambi i corsi, ricchi d'acqua, confluiscono ai 44.03N 10.916E. Secondo la stragrande maggioranza delle mappe, l'Ombrone inizia in quel punto. Fino al ponte della ferrovia, il corso prosegue in una cascata su una parete costruita dall'uomo e costeggiando resti di altre costruzioni. Sul lato sinistro (guardando verso valle) sgorgano diverse sorgenti direttamente nel corso. Invece a destra c'è solo il ramo sorgentizio proveniente da Cà dei Prati.
Bagna Pistoia, da dove entra nel settore occidentale della piana di Firenze-Prato-Pistoia, percorrendone parte del territorio; entra quindi nel territorio pratese, attraversa quindi Poggio a Caiano per poi gettarsi nell'Arno nei pressi della stazione di Carmignano in punto di confine tra Signa e Carmignano.
Nel primo tratto ha un regime marcatamente torrentizio, dovuto soprattutto ad un indiscriminato prelievo per fini agricoli delle sue acque, spiegando in tal modo la sua possibile navigazione nei secoli passati. Nei mesi che vanno da aprile-maggio alle piogge autunnale, il letto dell'Ombrone Pistoiese, dalla località Gello alla confluenza con il fosso Brusigliano è asciutto. Numerosi i danni subiti quindi dalla fauna ittica, che altrimenti sarebbe veramente variegata. Ogni anno notevoli quantità di trote fario, vaironi, scazzoni, cavedani e persici vengono decimate dalla siccità. Passata Pistoia, l'unico affluente è il Brusigliano che confluisce a sinistra, qualche km prima di ponte a Castellare. Poi riceve l'acque del Calice (collettore di Brana, Bure e Agna). Infine, da destra, affluiscono il fosso Quadrelli in località Querciola e la Stella a Seano. Questi numerosi affluenti che ne aumentano la portata in autunno, con cui contribuisce notevolmente, assieme al Bisenzio, alle piene dell'Arno. La fauna ittica ritorna numerosa nella parte finale del torrente: superato il territorio di Quarrata, si possono pescare carpe di tutte le varietà, carassi, pesci gatto e persici di ogni tipo.

## Affluenti
I suoi principali affluenti sono soprattutto nel comune di Pistoia e Quarrata. A partire da nord riceve come affluenti di destra il Vincio di Brandeglio; il Torbecchia; il Vincio di Montagnana, il torrente Stella, la Furba, il Collecchio ed il rio di Montiloni e come affluenti di sinistra il Brusigliano; la Brana, il torrente Bure e il torrente Agna riuniti in unico collettore definito "Calice", che scarica le sue acque in territorio pratese a "Bocca di Calice", oltre a numerosi fossi come il Fosso di Iolo, il Bardena, il torrente Bagnolo e altri piccoli canali artificiali, chiamati "gore", derivati nel medioevo dal Bisenzio a Prato e condotti attraverso la piana verso l'Ombrone.

## Navigazione
Così come l'Arno anche l'Ombrone venne usato come via di trasporto fino al XIX secolo.
Il tratto effettivamente praticabile, con l'esclusione dei periodi di magra estiva, era quello che partiva dalla confluenza nell'Arno, coincidente con lo scalo doganale di Porto di Mezzo, fino allo scalo di Poggio a Caiano, posto in corrispondenza del Ponte all'Asse.
Nel XIV secolo tale tratto venne usato per abbreviare il trasporto della lana verso Prato. Sull'Ombrone hanno viaggiato anche molti dei materiali da costruzione per il complesso della villa medicea (per esempio la sabbia).
Particolarmente importante risultò tra il XVI ed il XIX secolo il trasporto del "ferraccio" cioè dei frammenti di ghisa ottenuta dalla rudimentale fusione a cui era sottoposto, nelle fornaci di Follonica, il minerale di ferro estratto nelle miniere dell'isola d'Elba e portato sulla costa. Il metallo veniva trasportato con barconi fino al “Porto di Mezzo” (a Mezzana), al "Porto della Lisca" ed al "Porto di Sotto" a Brucianesi. Da qui, se la portata dell'Ombrone lo consentiva, il minerale, trasbordato su barche più piccole, giungeva allo scalo del ponte all'Asse a Poggio a Caiano. Il trasporto proseguiva con barrocci fino a Capodistrada presso Pistoia e poi con animali da soma verso le ferriere della montagna pistoiese, dove abbondava il carbone di legna con cui il minerale veniva fuso e lavorato.

## Informazioni sul fiume

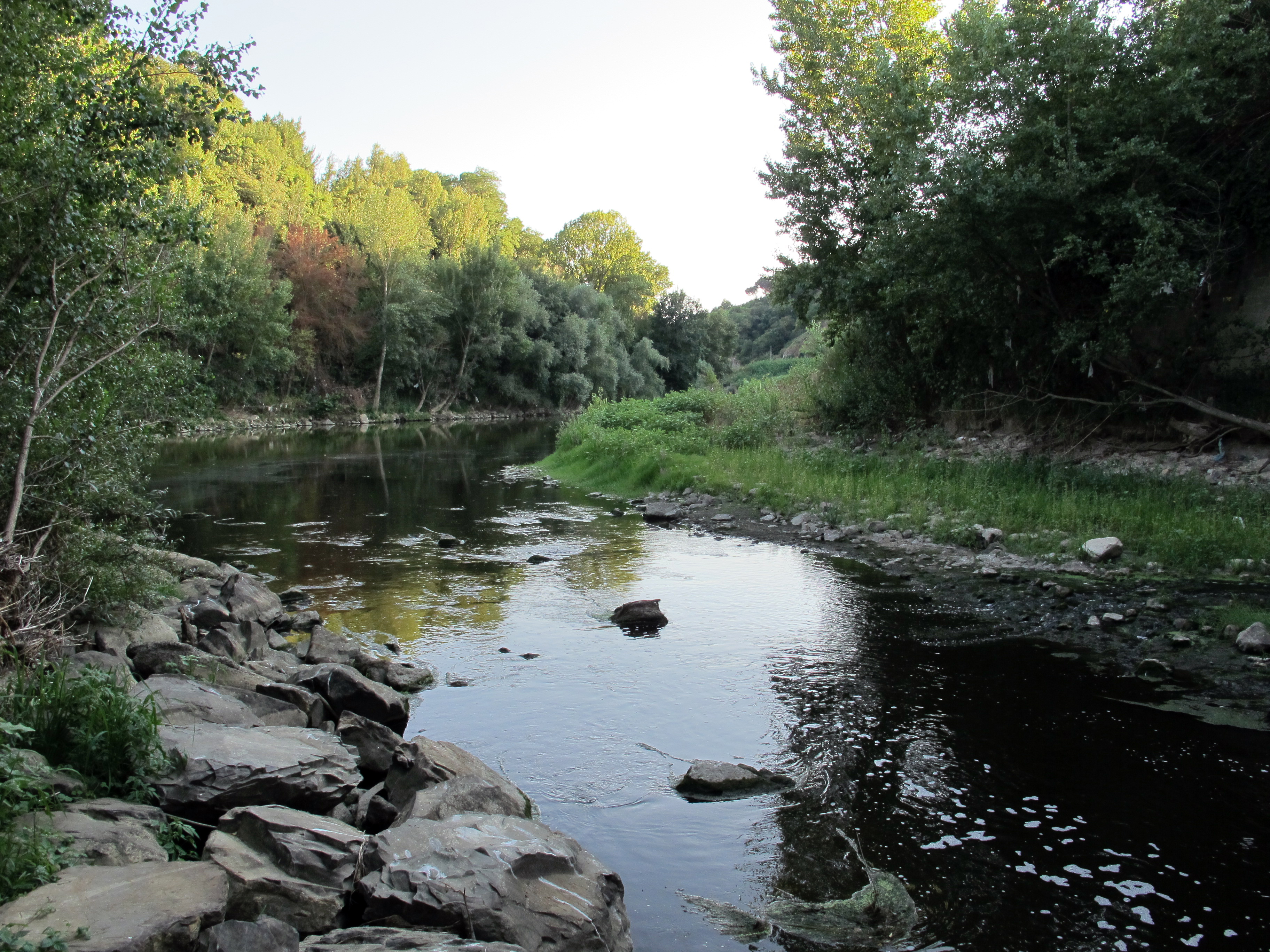
La confluenza in Arno, nel comune di Carmignano

### Comuni attraversati
|  | Comune          | Provincia | km nel territorio comunale |
|  | --------------- | --------- | -------------------------- |
|  | Pistoia         | Pistoia   | 22                         |
|  | Quarrata        | Pistoia   | 3                          |
|  | Agliana         | Pistoia   | 3                          |
|  | Carmignano      | Prato     | 3                          |
|  | Poggio a Caiano | Prato     | 2                          |
|  | Prato           | Prato     | 4                          |
|  | Signa           | Firenze   | 4                          |
|  | Campi Bisenzio  | Firenze   | 1                          |

### Piene presso l'idrometro di Poggio a Caiano
Presso Poggio a Caiano è posto uno dei tre idrometri che si trovano lungo il percorso del fiume (il primo si trova a Pontelungo, Pistoia ed il secondo si trova a Ponte alle Vanne, Prato).

La prima soglia di riferimento (livello 1) è posta a 4,00 metri di altezza.

La seconda soglia di riferimento (livello 2) è posta a 5,00 metri di altezza a seguito del processo di definizione e rivalutazione dei livelli idrometrici di riferimento (aggiornamento del CFR Toscana in data 18 giugno 2013); la precedente 2ª soglia di riferimento era posta a 6,50 metri di altezza.

La terza soglia di riferimento (livello 3) è posta a 6,30 metri di altezza, 3ª soglia di riferimento inserita nel 2016 dal CFR Toscana.

Il primo argine viene superato quando il fiume raggiunge i 4,00 metri di altezza, mentre il secondo argine viene superato quando il fiume raggiunge i 5,80 metri di altezza. Infine il livello massimo che può raggiungere il fiume, prima di tracimare, è 7,20 metri.
In bianco sono indicate le piene tra 4,00 e 5,00 metri, in giallo quelle tra 5,01 e 5,80 metri, in arancio quelle tra 5,81 e 6,50 metri, in rosso quelle superiori a 6,51 metri.
| Data          | Altezza massima        |
| ------------- | ---------------------- |
| 02/02/2019    | 5,24                   |
| 27/12/2016    | 4,16                   |
| 11/12/2016    | 4,55                   |
| 11/12/2016    | 4,53                   |
| 08/12/2017    | 5,23                   |
| 06/03/2017    | 5,90                   |
| 06/02/2017    | 5,96                   |
| 16/02/2016    | 4,84                   |
| 14/02/2016    | 4,59                   |
| 10/02/2016    | 4,53                   |
| 15/01/2016    | 4,21                   |
| 30/01/2015    | 5,25                   |
| 19/11/2014    | 4,51                   |
| 17/11/2014    | 4,38                   |
| 30/07/2014    | 4,08                   |
| 11/02/2014    | 6,24                   |
| 31/01/2014    | 6,37                   |
| 18/01/2014    | 5,31                   |
| 05/01/2014    | 6,04                   |
| 21/10/2013    | 6,12                   |
| 31/03/2013    | 5,03                   |
| 18/03/2013    | 6,36                   |
| 15/12/2012    | 5,94                   |
| 28/11/2012    | 4,71                   |
| 05/11/2012    | 4,50                   |
| 22/12/2010    | 6,10                   |
| 05/10/2010    | 4,53                   |
| 06/01/2010    | 6,28                   |
| 01/01/2010    | 6,62                   |
| 25/12/2009    | 6,47                   |
| 29/03/2009    | 5,01                   |
| 05/03/2009    | 5,16                   |
| 21/01/2008    | 6,01                   |
| 05/12/2008    | 5,33                   |
| 01/12/2008    | 5,47                   |
| 16/01/2008    | 5,01                   |
| novembre 1999 | 6,78 (massimo storico) |
| 31/10/1992    | 6,66                   |
| 04/02/1947    | 6,70                   |